# Morosidade da justiça
A morosidade processual no Poder Judiciário ou simplesmente morosidade da justiça trata-se da lentidão dos processos e atos judiciais. No Brasil o órgão que atua como canal de comunicação da população é a Ouvidoria do Conselho Nacional de Justiça (CNJ).
Qualquer cidadão pode acionar o Conselho para fazer reclamações contra membros ou órgãos do Judiciário, inclusive contra seus serviços auxiliares, serventias e órgãos prestadores de serviços notariais e de registro que atuem por delegação do poder público ou oficializado. Não é preciso advogado para peticionar ao CNJ.
Segundo o relatório da Ouvidoria, dos cidadãos que procuraram o órgão por causa da demora processual, 16 por cento são idosos e 69 por cento, homens. Dados do Relatório Justiça em Números, divulgado pelo CNJ, demonstram que a taxa de congestionamento do Judiciário, em 2013, foi de 70,9 por cento, portanto, de cada 100 processos que tramitaram na Justiça no período, cerca de 29 foram baixados. Segundo o relatório, a alta taxa de congestionamento é causada, em grande parte, pela quantidade de processos pendentes na fase de execução da primeira instância.